# Ɨ̧
Cette page contient des caractères spéciaux ou non latins. S’ils s’affichent mal (▯, ?, etc.), consultez la page d’aide Unicode.
Ɨ̧ (minuscule : ɨ̧), appelé I barré cédille, est un graphème utilisé dans l’écriture dii, du mundani et du vute. Il s’agit de la lettre I diacritée d’une barre inscrite et d'une cédille.

## Représentations informatiques
Le I barré cédille peut être représenté avec les caractères Unicode suivants :
- décomposé (latin étendu B, alphabet phonétique international, diacritiques) :

| formes    | représentations | chaînes de caractères | points de code | descriptions                                        |
| --------- | --------------- | --------------------- | -------------- | --------------------------------------------------- |
| capitale  | Ɨ̧               | Ɨ◌̧                    | U+0197 U+0327  | lettre majuscule latine i barré diacritique cédille |
| minuscule | ɨ̧               | ɨ◌̧                    | U+0268 U+0327  | lettre minuscule latine i barré diacritique cédille |

## Sources
- Lee E. Bohnhoff, A Description of Dii Phonology, Grammar, and Discourse, Dii Literature Team Ngaoundéré, Cameroun, 2010. (copie sur http://www.silcam.org)
- Elizabeth Parker et Mary Annett, Mundani - English Lexicon, 1990.  (copie sur http://www.silcam.org/)
- (en) Rhonda Ann Thwing, Vute orthography statement ((phonétique modifiée avec l’API en 2004)), SIL Cameroon, 1981 (lire en ligne)